# Némaság (film)
A Némaság (eredeti címén: Silence) 2016-ban bemutatott amerikai–tajvani–mexikói történelmi dráma, melyet Martin Scorsese rendezett. A főszereplők Andrew Garfield, Adam Driver, Liam Neeson, Aszano Tadanobu és Ciarán Hinds.

## Cselekmény
A 17. század elején két ifjú jezsuita szerzetes, Sebastiao Rodrigues és Francisco Garrpe Japánba utazik, hogy megtalálják eltűnt mentorukat, Cristóvao Ferreirát, akiről úgy hírlik elvesztette a hitét. Hamar kiderül, hogy a távoli országban nem nézik jó szemmel a keresztény térítést, amit a jezsuiták végeznek, a térítőket vagy a megtérteket súlyos kínzások és kivégzések fenyegetik a hatalmat jelentő sógunátus által, hacsak nem tagadják meg a hitüket. Az Edo-kor kezdetének könyörtelen izolációs politikája miatt a történet főszereplői is szembesülnek a helyi kegyetlenkedésekkel és keresztényüldözéssel, amiktől kénytelenek átértékelni a térítéseik értelmét.

## Szereposztás
| Szerep                    | Színész         | Magyar hang      |
| ------------------------- | --------------- | ---------------- |
| Sebastião Rodrigues       | Andrew Garfield | Bercsényi Péter  |
| Francisco Garupe          | Adam Driver     | Dévai Balázs     |
| Cristóvão Ferreira atya   | Liam Neeson     | Jakab Csaba      |
| Alessandro Valignano atya | Ciarán Hinds    | Seress Zoltán    |
| Kichijiro                 | Yôsuke Kubozuka | Orosz Ákos       |
| Ichizo                    | Yoshi Oida      | Fodor Tamás      |
| Dieter Albrecht           | Béla Baptiste   | Széles Tamás     |
| Öreg szamuráj             | Issei Ogata     | Cs. Németh Lajos |
| Tolmács                   | Aszano Tadanobu | ?                |